# بيدرو بيتروني
بيدرو بيتروني (بالإسبانية: Pedro Petrone) (11 مايو 1904 في مونتيفيديو ، الأوروغواي – 13 ديسمبر 1964 في مونتيفيديو، الأوروغواي) لاعب كرة قدم أوروغواياني كان يجيد اللعب في مركز المهاجم . كان يطلق عليه لقب المدفعجي .
خلال تواجده مع نادي ناسيونال مونتيفيديو حقق بطولة الدوري مرتين في 1924 و1934 وعندما لعب في نادي فيورنتينا الإيطالي استطاع تسجيل 37 هدف في 44 مباراة مما جعله هدافا لموسم 1931-1932 . بينما كان في إيطاليا كان يقطع المائة متر في 11 ثانية مما جعل وسائل الاعلام الإيطالية تطلق عليه لقب أسرع لاعب في الدوري الإيطالي .
حقق الميدالية الذهبية لدورة الألعاب الأولمبية مرتين الأولى في 1924 في العاصمة الفرنسية باريس والثانية في 1928 في العاصمة الهولندية أمستردام كما حقق بطولة كأس العالم لكرة القدم 1930 التي استضافتها بلاده . توفي في مونتيفيديو عن عمر ناهز الستين سنة .
عندما حصل بيتروني على الميدالية الذهبية في 1924 قبل أن يكمل التاسعة عشر من عمره بيومين فإن أصبح وقتها أصغر لاعب كرة قدم يحقق ميدالية ذهبية في دورة الألعاب الأولمبية .
حسب الإحصائيات الرسمية للاتحاد الدولي لكرة القدم فإن بيتروني لعب 29 مباراة دولية مسجلا 24 هدف ولكن إذا أضفنا إليها المباريات غير الرسمية التي لم يحتسبها الفيفا ومباريات الأولمبياد فإن بيتروني سيكون قد لعب 80 مباراة دولية مسجلا 36 هدف . بيتروني حاليا رابع أفضل هداف في تاريخ منتخب الأوروغواي .

## البطولات
- كأس العالم (1) : 1930
- دورة الألعاب الأولمبية (2) : 1924 ، 1928
- كأس أمريكا الجنوبية (2) : 1923 ، 1924
- دوري الأوروغواي الدرجة الممتازة (1) : 1924 ، 1933

## الإنجازات
- هداف كأس أمريكا الجنوبية (3) : 1923 ، 1924 ، 1927
- هداف دورة الألعاب الأولمبية (1) : 1924
- هداف الدوري الإيطالي الدرجة الأولى (1) : 1931-1932

## وصلات خارجية
- بيدرو بيتروني على موقع الاتحاد الدولي (مؤرشف)  (الإنجليزية)
- بيدرو بيتروني على موقع قاعدة بيانات كرة القدم.إي يو (الإنجليزية)
- بيدرو بيتروني على موقع ناشيونال فوتبول تيمز (الإنجليزية)
- بيدرو بيتروني على موقع عالم كرة القدم.نت (الإنجليزية)
- بيدرو بيتروني على موقع أوليمبيديا (الإنجليزية)

- بيدرو بيتروني في ويكيبيديا إيطالية
- هذا هدافو دورة الألعاب الأولمبية 1924
- تشكيلة منتخب الأوروغواي في بطولات كأس العالم
- هذا سجل مباريات وهدافو منتخب الأوروغواي
- كأس أمريكا الجنوبية 1923
- كأس أمريكا الجنوبية 1924
- كأس أمريكا الجنوبية 1927
- هذا دورة الألعاب الأولمبية 1928

| سبقه رودولفو فولك | هداف الدوري الإيطالي لكرة القدم الدرجة الأولى 1932-1931 | تبعه فيليس بوريل |